# Окснер, Альфред Николаевич
Альфре́д Никола́евич О́кснер (укр. Альфред Миколайович Окснер; 1898—1973) — украинский советский ботаник и лихенолог, член-корреспондент Академии наук Украинской ССР (1972).

## Биография
Альфред Николаевич Окснер родился 15 февраля 1898 года в Елизаветграде (ныне — Кропивницкий, Украина). В 1917 году, после окончания Елисаветградской гимназии, поступил в Киевский университет, который окончил в 1924 году. Со студенчества учился ботанике в Ботаническом саду при университете. В 1920—1924 работал учителем в средних школах, затем занимался преподавательском деятельностью в Кировоградском сельскохозяйственном техникуме. С 1926 года стал старшим научным сотрудником кафедры ботаники Народного комиссариата просвещения УССР. В 1927 году эта кафедра институтом ботаники Наркомпроса, а в 1931 года институт был передан в ведение Академии наук Украинской ССР. С 1931 года Окснер работал в Институте ботаники АН УССР. В 1935 году он получил степень кандидата биологических наук. В 1943 году стал доктором биологических наук без защиты диссертации и профессором Киевского университета. В 1968 году Альфред Николаевич был избран директором Института ботаники, работал в этой должности до 1970 года. В 1972 году он стал членом-корреспондентом Академии наук УССР. Альфред Николаевич Окснер скончался 20 ноября 1973 года.
В 1998 году к 100-летию со дня рождения А. Н. Окснера Институтом ботаники им. Н. Г. Холодного была основана премия с его именем, присуждаемая молодым лихенологам раз в 2—3 года.

## Некоторые научные работы
- Окснер, А. М. Визначник лишайників УРСР. — Киев, 1937. — 341 p.
- Окснер, А. М. Флора Лишайників України. — Киев, 1956, 1968. — в 2-х томах.
- Окснер, А. Н. Определитель лишайников СССР / отв. ред. И. И. Абрамов. — Л.: Наука, 1974. — Т. 2. Морфология, систематика и географическое распространение. — 284 с.

## Лишайники, названные в честь А. Н. Окснера
- Oxneria S.Y.Kondr. & Kärnefelt, 2003
- Xanthomendoza S.Y.Kondr. & Kärnefelt, 1997
- Aspicilia oxneriana O.B.Blum, 1970
- Caloplaca oxneri S.Y.Kondr. & Søchting, 1996
- Cladonia oxneri Rass., 1960
- Enopyrenium oxneri Akramova, 1977
- Haematomma oxneri Vodop., 1971
- Lecanora oxneri Cretz., 1941
- Melaspilea oxneri Makar., 1948
- Physcia oxneri Inaschv., 1966
- Porina oxneri R.Sant., 1952
- Xanthoria alfredii S.Y.Kondr. & Poelt, 1997
- Xanthomendoza alfredii (S.Y.Kondr. & Poelt) Søchting, Kärnefelt & S.Y.Kondr., 2002